# 愛の営み
『愛の営み』 (Nested) は、ニューヨーク市ブロンクス生まれのシンガー、ソングライター、ピアニストのローラ・ニーロによる7枚目のスタジオアルバムであり、1978年にコロムビア・レコードよりリリースされた。 
1976年リリースの『スマイル』のプロモーションのための広範囲にわたるツアーに続いて、1977年にライブアルバム『光の季節』を生み出したニーロは、ニューヨークでのスポットライトを浴びて過ごす生活からコネチカット州ダンベリーにある新しい家に移っていた。 
ニーロは自宅にスタジオを建て、そこで『愛の営み』を構成する曲を録音した。歌は母性や女性性などのテーマを扱っており、注目すべきはアルバムでニーロが特にリラックスして歌っていることである。楽器は『スマイル』同様にレイドバックしてスムースだが、若干ジャズ風味が減じており、より旋律的になっている。プロデュースはニーロ本人とロスコー・ハーリングによるアシスト体制であり、技術はデイルとポップ・アシュビーがチーフエンジニアだった。
批評家はこのアルバムを旋律的な形に戻したと称賛し、ニーロはアルバムのリリースから2か月後に生まれた息子ギルを妊娠しているときにソロツアーでアルバムをサポートした。肯定的な批評と旋律的で、おそらくより商業的なサウンドにもかかわらず『愛の営み』は商業的には成功せず、1967年に『モア・ザン・ナ・ニュー・ディスカバリー』でデビューして以来、ビルボード 200（当時はPop Albumsチャート）を逃した最初のアルバムとなった。
そのような商業的な失敗の結果、『愛の営み』は何年も絶版のままとなり、間違いなく最も知られていない、最も珍しいニーロのスタジオアルバムである。1978年8月に息子が生まれた後、3年間の復活の後で息子を育てるために再び脚光を浴びる生活から退いた。彼女はさらに5年間レコーディングせず、レコーディングの間隔はますます断続的になった。『愛の営み』はニーロの最も過小評価されている作品の1つとして認識されている。 
『愛の営み』は日本ではすぐにCDがリリースされたもののそれ以外では何年も絶版状態だったが、2008年4月8日に米国でIconoclassic Recordsによってリマスターされた形でCDで再リリースされた。
ギターはヴィニー・クザーノが演奏していた。クザーノは1982年から1984年にかけてヴィニー・ヴィンセント名義でKISSのギタリストとして活動した。 

## 概要
『愛の営み』はニーロの2枚の「母性」アルバムの最初のもので、自分自身の新しい内面性を楽しんでいるかのようである。ニーロの結婚は破綻したが、彼女は再び愛を見つけ、その音は以前よりも特にリラックスしている。
フェリックス・キャヴァリエはいくつかの曲でピアノとオルガンを演奏するために戻り、ニーロはロスコー・ハリングとともにプロデュースした。ニーロの1980年代および90年代の歌詞における政治的および社会的探求の起源は『愛の営み』にまでさかのぼることがでる。 
| 専門評論家によるレビュー | 専門評論家によるレビュー |
| レビュー・スコア         | レビュー・スコア         |
| 出典                     | 評価                     |
| ------------------------ | ------------------------ |
| オールミュージック       | link                     |

## トラックリスト
全曲ローラ・ニーロが作曲 
1. 「ミスター・ブルー（わかり合うための歌） (Mr. Blue (Song of Communications))」-5:01
2. 「リズム&ブルース (Rhythm and Blues)」-2:57
3. 「マイ・イノセンス (My Innocence)」-3:24
4. 「クレイジー・ラブ (Crazy Love)」-4:18
5. 「アメリカン・ドリーマー (American Dreamer)」-4:08
6. 「春に吹かれて (Springblown)」-4:24
7. 「やさしい空 (The Sweet Sky)」-3:32
8. 「ひかりーポップの原理 (Light)」-2:53
9. 「宇宙の子供 (Child in a Universe)」-4:09
10. 「巣 (The Nest)」-2:27

## パーソネル
- ローラ・ニーロ - ボーカル、エレクトリックおよびアコースティックピアノ、教会オルガン、ギター、ストリングス
- ウィル・リー - ベースギター
- アンディ・ニューマーク - ドラム
- ヴィニー・クザーノ - ギター
- ジョン・トロペア - ギター
- ニディア・【リバティ】・マータ - パーカッション
- ジョン・セバスチャン - ハーモニカ
- シリル・キャンフローネ -「ミスター・ブルー（わかり合うための歌）」のベースギター
- トニー・レヴィン - 「アメリカン・ドリーマー」のベースギター
- フェリックス・キャヴァリエ - 「やさしい空」のエレクトリックピアノ、「巣」のオルガン

技術
- デイル・アシュビー、フランク・ケーニッヒ - エンジニア
- Adger W. Cowans-写真